# Ангіопатія
Ангіопа́тія (лат. angiopathia, від дав.-гр. ἀγγεῖον — «судина» і πάθος — «страждання», «хвороба»), також відома як вазопа́тія (лат. vasopathia, від vasum — «судина») — ураження кровоносних судин, зумовлене розладом нервової регуляції. Проявляється дистонією, тимчасовими оборотними спазмами і парезами судин. Найбільш відомим і поширеним видом ангіопатії є діабетична ангіопатія — ускладнення хронічного діабету.

## Класифікація

### Залежно від ступеня ураження

#### Макроангіопатія
Макроангіопатія (macroangiopathia) — це різновид ангіопатії, що характеризується ураженням великих і середніх артерій. Найбільш часто трапляється у хворих цукровим діабетом: у формі атеросклерозу, рідше — у формі склерозу Менкеберга чи дифузного фіброзу інтими.

#### Мікроангіопатія
Мікроангіопатія (microangiopathia) — патологія дрібних судин (капілярів). Причинами мікроангіопатії можуть бути некроз, утворення тромбів, гіаліноз, набухання судинних стінок внаслідок просочення фібрином.

### За супутніми захворюваннями

#### Діабетична ангіопатія
Діабетична ангіопатія (angiopathia diabetica) — генералізоване враження кровоносних судин при цукровому діабеті. Проявляється пошкодженням судинних стінок і порушенням гемостазу.

#### Гіпертонічна ангіопатія
Прогресування цукрового діабету призводить до артеріальної гіпертензії (гіпертонії). Одночасний розвиток гіпертонії й цукрового діабету викликає комплексне ускладнення — діабето-гіпертонічну ангіопатію.
Ускладнення діабету під впливом вже наявної гіпертонії називається гіпертонічною ангіопатією (angiopathia hypertonica).

#### Гіпотонічна ангіопатія
У разі гіпотонії розвивається гіпотонічна ангіопатія (angiopathia hypotonica). Зниження тиску сповільнює потік крові, що сприяє утворенню тромбів.

#### Травматична ангіопатія
Травматична ангіопатія (angiopathia retinae traumatica) виникає в судинах сітківки ока. Причинами можуть бути стискування грудної клітки, черепа, черевної порожнини, пошкодження шийного відділу хребта.

#### Юнацька ангіопатія
Юнацька ангіопатія (angiopathia retinae juvenilis), перифлебіт сітківки (periphlebitis retinae) чи хвороба Ілза проявляється запаленням стінок судин сітківки. Етіологія захворювання нез'ясована. Розвиток супроводжується крововиливами в сітківку і склисте тіло.

#### Амілоїдна ангіопатія
Амілоїдна ангіопатія (angiopathia amyloides, angiopathia cerebralis amyloides) — патологія судин головного мозку, що супроводжується відкладанням бета-амілоїдного білка в середніх і дрібних артеріях. Спостерігається, зокрема, при хворобі Альцгеймера.